# 궁농항
궁농항은 경상남도 거제시 장목면 송진포리에 있는 어항이다. 2003년 2월 3일 어촌정주어항으로 지정하여 관리하고 있다. 시설관리자는 거제시장이다.

## 어항 연혁
- 본래 궁노실 또는 신궁촌(神宮村)이라 하였으며 송진포의 남쪽 고개너머에 있는 농어촌(農漁村)으로 바닷가에 억센파도로 둑이 생겼으니 방풍림을 조성하였고 안에는 연못이 생겨 갈대밭이 무성하니 궁궐 같다하여 궁농(宮農)이라 하였다.

## 어항 구역
- 수역: 미지정(거제시 장목면 송진포리 121-7번지 수역)
- 육역: 미지정

## 어항 시설
- 물양장, 방파제

## 주요 어종
- 대구, 물메기, 아귀, 광어 등